# Central (Omã)
Província Central (em árabe: مُـحَـافَـظَـة الوسطى‎; romaniz.: Muḥāfaẓaṫ al-Wusta) é uma das 11 províncias constitutivas do Sultanato do Omã. Segundo censo de 2010, havia 82 470 habitantes. Compreende uma área de 82 470 quilômetros quadrados e está subdividida em quatro vilaietes (distritos).

## Vilaietes
| Nome árabe | Nome português | Área (km2) | População | Ref.  |
| ---------- | -------------- | ---------- | --------- | ----- |
| الدقم      | Ducme          | 9 369      | 11 217    | [ 1 ] |
| الجازر     | Aljazir        | 6 938      | 7 933     | [ 1 ] |
| هيما       | Haima          | 53 226     | 10 473    | [ 1 ] |
| محوت       | Maute          | 12 937     | 12 488    | [ 1 ] |